# Mills-Granate
Die Mills-Granate (auch „No. 5“, engl. „Mills bomb“) wurde 1915 von William Mills erst patentiert und im gleichen Jahr von der britischen Armee als Handgranate eingeführt. Sie gilt als eine der gelungensten Handgranatenkonstruktionen des Ersten Weltkriegs.

## Entwicklung und Aufbau
William Mills hatte in England als Hersteller von Golfschlägern aus Aluminium vor dem Ersten Weltkrieg eine gewisse Bekanntheit erlangt und entwickelte 1915 eine für den Grabenkrieg geeignete zuverlässige Handgranate. Die Mills-Granate war nur ein Muster unter rund 50 Handgranatentypen, die die britische Armee im Weltkrieg benutzte, war aber die einzige, die auch in späteren Konflikten benutzt wurde.
Mills konstruierte einen bequem zu haltenden Granatkörper aus Gusseisen, dessen Oberfläche er durch Rillen in Segmente unterteilte. Der Granatkörper hatte drei Öffnungen, eine oben für den Sicherungsmechanismus, eine unten für den Zündmechanismus und eine dritte an der Seite zur Befüllung mit Sprengmitteln.
Die Funktion der Waffe entsprach bereits der, die sich in folgenden Jahrzehnten bei den meisten Handgranatentypen durchsetzte: Der Werfer entsicherte die Granate durch das Abziehen eines Splints, hielt aber weiter einen Sicherungsbügel fest. Erst wenn die Granate die Hand verließ, wurde der Sicherungsbügel freigegeben und ein Verzögerungszünder begann abzulaufen, der nach vier Sekunden die Granate zur Explosion brachte.
Die Wurfweite wird in Militärhandbüchern aus dem Zweiten Weltkrieg mit etwa 30 Metern angegeben, die Entfernung vom Explosionspunkt jedoch, in der Splitter noch Schaden anrichten können, wird gleichzeitig auf bis zu 100 Meter geschätzt.

## Varianten

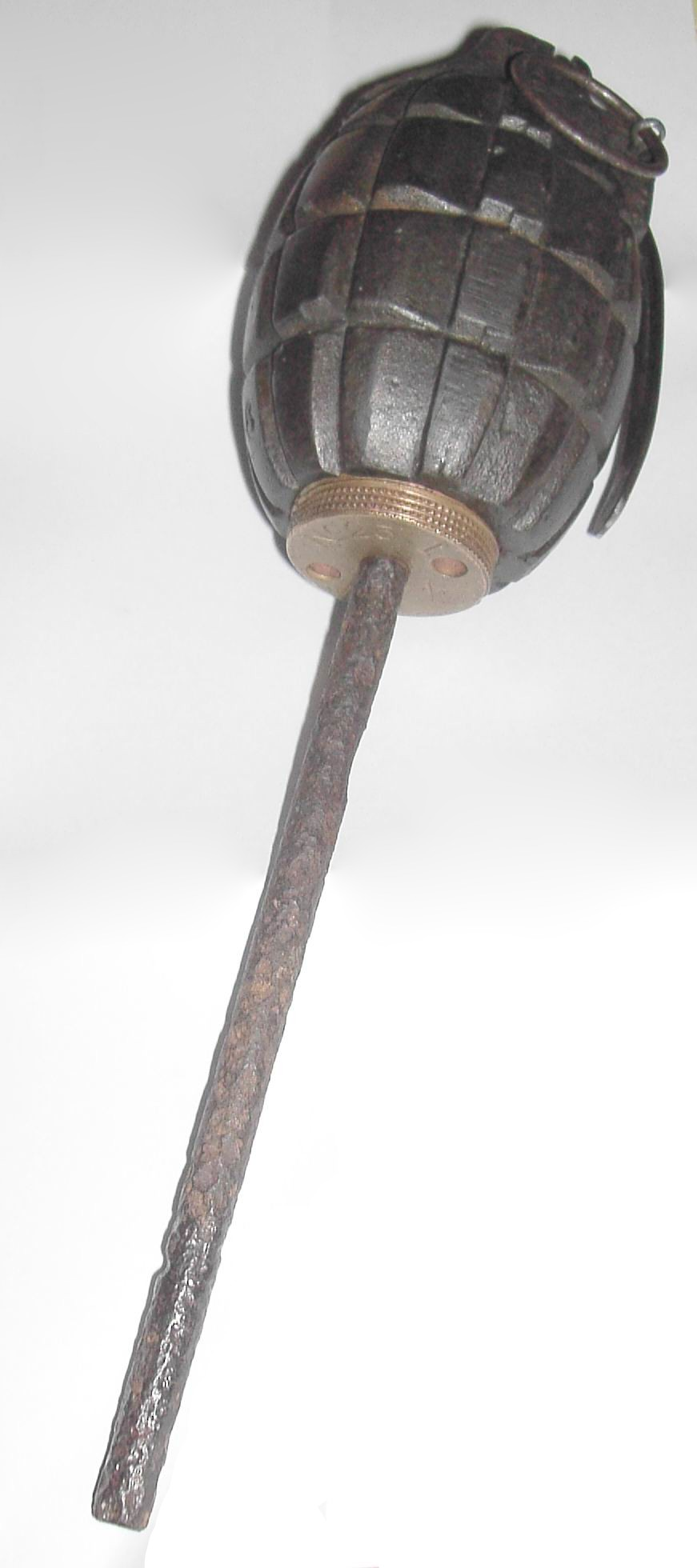
„No. 23“-Granate mit Stiel zum Verwenden als Gewehrgranate

Die Mills-Granate wurde mehreren Veränderungen und Modifikationen unterzogen. Die „No. 23“ war eine Variante der „No 5.“, bei der ein Stiel in die Bodenöffnung der Granate geschraubt werden konnte, so dass die „No. 23“ von einem Gewehr aus als Gewehrgranate abgefeuert werden konnte und bis zu 200 Meter weit flog. Dieses Konzept wurde zur „No. 36“ weiterentwickelt, deren Form für eine stabilere Lage im Gewehr optimiert war. Die endgültige Version der Mills-Granate, die „No. 36M“, war durch eine Schellackschicht wasserfest verschlossen und damit besser vor Zersetzung geschützt.
Für den Gewehrverschuss blieb der Aufbau der Granate ungünstig, weil der Schütze die Granate zuerst auf den Lauf des Gewehres stecken, sie entsichern und dann loslassen musste, bevor er mit dem Gewehr zielte und dessen Abzug betätigte. Geschah das nicht innerhalb der Verzögerungszeit des Zünders, explodierte die Mills-Granate auf dem Gewehr.
Je nach Einsatzzweck konnte der ursprüngliche Vier- oder – für den Verschuss mit dem Gewehr – ein Sieben-Sekunden-Verzögerungszünder in die Granate geschraubt werden.